# 자유 타이 운동
자유 타이 운동(태국어: เสรีไทย 세리타이[*])은 제2차 세계 대전 기간 태국에서 일본 제국에 반항하는 목적으로 발흥했던 저항운동 조직이다. 자유 타이 운동은 동남아시아 지역의 연합국에게 중요한 군사 정보 지원 역할을 했다.

## 배경
1941년 12월 7일에서 8일 사이 발생한 일본의 태국 침공 사태의 여파로 1942년 1월 25일 쁠랙 피분송크람 정권은 영국과 미국에게 선전포고했다. 워싱턴 주재 태국 대사인 세니 쁘라못은 미국을 향한 선전포고문을 미국 정부에게 통지하길 거부했다.
이 때문에 미국은 태국을 향한 선전포고를 바로 시행하진 않았다. 확고한 반일 성향을 가지고 있던 보수적인 귀족 출신인 세니는 미국의 지원을 받아 '자유 타이 운동'을 조직해 미국 전략사무국(OSS)와 협력할 태국인 출신 학생을 모집하기 시작했다. OSS는 모집한 태국인을 지하 저항운동과 관련된 훈련을 시키고 태국 내로 침투시킬 준비를 끝냈다. 전쟁이 끝날 무렵까지 총 5천명이 넘는 태국인을 본토 내로 낙하산을 통해 투입하여 일본에 저항하기 위해 훈련하고 무장시켰다.

## 같이 보기
- 짐 톰프슨 (디자이너)

## 참고 문헌
- Thailand's Secret War: OSS, SOE and the Free Thai Underground During World War II. E. Bruce Reynolds. Cambridge Military Histories series. Cambridge University Press. ISBN 0-521-83601-8. Colonel David Smiley is pictured page 377 with his Force 136 team.
- The Thai Resistance Movement During the Second World War, John B. Haseman, Northern Illinois Center for Southeast Asian Studies, np, 1978.
- Free Thai, compiled by Wimon Wiriyawit, White Lotus Co., Ltd, Bangkok, 1997.
- Into Siam, Underground Kingdom, Nicol Smith and Blake Clark, Bobbs Merrill Company, New York, 1945.
- Colonel David Smiley, Irregular Regular, Michael Russell, Norwich, 1994, (ISBN 978-0859552028). Translated in French by Thierry Le Breton, Au coeur de l'action clandestine des commandos au MI6, L'Esprit du Livre Editions, France, 2008, (ISBN 978-2915960273). With numerous photographs.